# 清原長統
清原 長統（きよはら の ながむね）は、平安時代初期から前期にかけての皇族・貴族。当初長統王を名乗るが臣籍降下して清原真人姓を与えられた。知太政官事・舎人親王の後裔。官位は従五位下・右京亮。

## 経歴
承和13年（846年）子息の玄瞻・正文らが清原真人姓を与えられ臣籍降下する。
嘉祥4年（851年）従五位下・上野介に叙任される。その後、子息に続いて長統自身も清原真人姓を与えられ臣籍降下する。斉衡3年（856年）3月に大学頭として京官に任ぜられるが、同年8月には越後権守に転じる。以降、伊勢介・下総守・越後守・甲斐守と、文徳朝から清和朝にかけて地方官を歴任した。伊勢介を務めていた貞観3年（861年）には安濃郡の百姓・神人部束成や建部継束らから、課丁218人を隠蔽して大帳に記録しなかったことを告発される。朝廷から派遣された藤原朝野により長統らは徒罪にあたると判断されたが、前年11月に発せられていた恩赦により罪を免れている。

## 官歴
- 嘉祥4年（851年） 正月11日：従五位下、上野介
- 斉衡3年（856年） 3月11日：大学頭。8月28日：越後権守
- 天安元年（857年） 6月28日：伊勢介
- 貞観5年（863年） 2月10日：下総守。3月20日：越後守
- 貞観12年（870年） 正月25日：甲斐守。3月27日：右京亮

## 系譜
- 父：不詳
- 母：不詳
- 生母不明の子女
  - 男子：清原玄瞻
  - 男子：清原正文
  - 男子：清原令望